# Ron Coder
Ronald William Coder (Savannah, 25 maggio 1954) è stato un giocatore di football americano, di nazionalità statunitense, che ha giocato nel ruolo di offensive guard per cinque stagioni nella National Football League (NFL). Fu scelto nel corso del terzo giro (70º assoluto) del Draft NFL 1976 dai Pittsburgh Steelers. Al college ha giocato a football a Università della Pennsylvania.

## Carriera professionistica
Coder fu scelto dai Pittsburgh Steelers nel corso del terzo giro del Draft 1976 ma fu quasi subito acquisito dalla neonata franchigia dei Seattle Seahawks in cambio di una scelta del 17º giro del Draft NFL 1977. Considerato uno degli uomini della linea offensiva più promettenti a Seattle, Coder rimase con la franchigia per quattro stagioni disputando un totale di 32 partite ma rimanendo fermo per tutta la stagione 1978 a causa di un infortunio. Coder chiuse la carriera nel 1980 giocando 11 partite con i Saint Louis Cardinals.

## Vittorie e premi
Nessuno

## Statistiche
| Partite totali | 43 |